# Lose My Breath (песня Stray Kids)
«Lose My Breath» (с англ. — «Задыхаюсь») — первый англоязычный сингл южнокорейского бой-бэнда Stray Kids с участием американского певца Чарли Пута, выпущенный лейблами JYP Entertainment и Republic Records 10 мая 2024 года. Песня в жанрах поп и ритм-н-блюз была написана Путом и участниками продюсерского юнита 3Racha, Бан Чаном, Чханбином и Ханом при соавторстве Джейкоба Хиндлина, Натали Саломон и Джонни Голдштейна. Композиция описывает «о чувстве первой встречи с любовным интересом, которое сравнивается с невозможностью дышать». В коммерческом плане «Lose My Breath» занимал 90-ю позицию в Billboard Hot 100, 97-ю в UK Singles Chart в Великобритании и 66-ю в российском TopHit.

## Предыстория
В сентябре 2023 года, во время фестиваля «Global Citizen Festival» в Нью-Йорке, участники продюсерского юнита 3Racha, Бан Чан, Чханбин и Хан провели музыкальный лагерь вместе с Чарли Путом, в ходе которого они написали и сочинили сингл «Lose My Breath». Они первые публично пообщались в следующем месяце, когда Пут был в Сеуле на своём трёхдневном эфире. Пут опубликовал истории в Instagram, чтобы поблагодарить участников Stray Kids за присланную пищу.
17 апреля 2024 года Stray Kids анонсировали сингл «Lose My Breath» с участием Чарли Пута, релиз которого состоялся 10 мая 2024 года. Лейбл JYP Entertainment заявил, что эта песня была предназначена для «разжигания ожидания» предстоящего мини-альбома в середине 2024 года. На следующий день стали доступны предварительные заказы в цифровом формате и формате компакт-диска для клиентов из США. 
Индивидуальные и групповые тизеры отражают «душащие и запутанные чувства» и «неспособность самоконтроля» из-за «незнакомых ощущений любви», что выражается в «грустных глазах в тёмном пространстве». 
26 и 30 апреля были представлены два фрагмента сингла, а 9 мая группа представила песню через документальное видео под названием «Intro: Lose My Breath». 
Ремикс-версии вышли 13 мая и включали версию с полным исполнением участников Stray Kids с добавленными рэп-куплетами и версию с мягким гэриджем.

## Текст и композиция

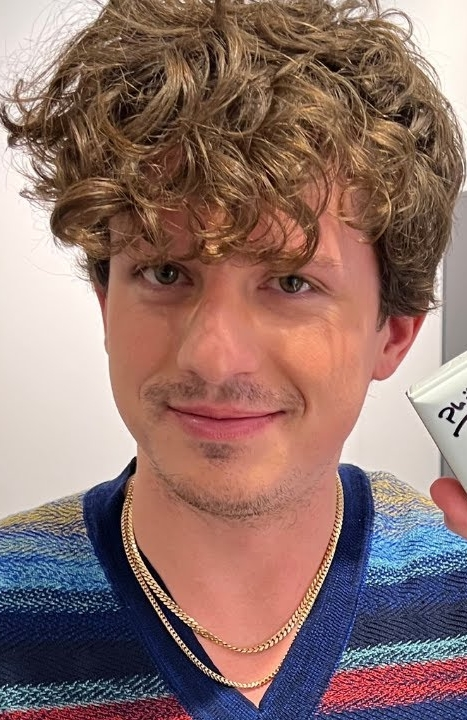
Чарли Пут принимал участие в написании и продюсировании сингла «Lose My Breath»

«Lose My Breath» был написан Чарли Путом, участниками саб-юнита 3Racha, Бан Чаном, Чханбином и Ханом, Джейкобом Хиндлином, Натали Саломон и Джонни Гольдштейном; Пут и Гольдштейн занимались продюсированием. В музыкальном плане песня представляет собой поп-трек с «олдскульной атмосферой и ярко выраженным ритм-н-блюз настроением». В композиции присутствуют гитарные арпеджио, придающие ей «ощущение бой-бэндов 1990-х годов». В текстовом плане песня передаёт «сильные» эмоции, возникающие при первой встрече с объектом влюбленности, что вызывает у главного героя ощущение нехватки воздуха и остановки сердца.

## Музыкальный видеоклип
10 мая 2024 года был представлен музыкальный видеоклип сингла «Lose My Breath», появившийся одновременно с релизом песни, предварённой двумя тизерами. Режиссёром выступил Соз. В видео показывает участников Stray Kids, выполняющих захватывающие трюки и преследуют таинственную силу на фоне ярких фейерверков, похожих на метеоры, что символизируют чувства любви и тоски по неизвестному человеку. Чарли Пут не появлялся в видеоклипе. Сцены с хореографией включают танцы в мелководье и под проливным дождём.

## Выступления
15 мая 2024 года Stray Kids впервые исполнили «Lose My Breath» на шоу Good Morning America, а 22 мая на The Kelly Clarkson Show. Также исполнили 2 июня 2024 года на K-Wave Concert Inkigayo.

## Список композиций
- CD сингл, цифровая загрузка, потоковая передача

1. «Lose My Breath» (c Чарли Путом) — 2:46
2. «Lose My Breath» (инструментальная версия) — 2:46

- Цифровая загрузка/стриминг — Ремиксы

1. «Lose My Breath» (версия Stray Kids) — 2:46
2. «Lose My Breath» (c Чарли Путом; версия с мягким гэриджем) — 3:17

## Справочные данные

### Участники записи
- Stray Kids — основной вокал;

  - Бан Чан (3Racha) — задний вокал, автор слов, композитор;
  - Чханбин (3Racha) — автор слов, композитор;
  - Хан (3Racha) — автор слов, композитор;
- Чарли Пут — вокал, автор слов, композитор, продюсер;
- Джейкоб Кашер Хиндлин[англ.] — автор слов;
- Натали Саломон — автор слов;
- Джонни Гольдштейн[англ.] — композитор, продюсер;
- Ли Кёнвон — цифровой монтаж;
- Мэнни Маррокен — сведение;

## Чарты
| Чарт (2024)                                    | Высшая позиция |
| ---------------------------------------------- | -------------- |
| Австралия (ARIA Digital Tracks)                | 44             |
| Австралия (ARIA Hitseekers)                    | 7              |
| Великобритания (OCC UK Singles)                | 97             |
| Мир (Billboard Global 200)                     | 35             |
| Канада (Billboard Canadian Digital Song Sales) | 24             |
| Китайская Республика (Billboard Taiwan Songs)  | 14             |
| Нидерланды (Global Top 40)                     | 32             |
| Новая Зеландия (RMNZ Hot Singles)              | 13             |
| Республика Корея (Circle BGM Chart)            | 78             |
| Республика Корея (Circle Download Chart)       | 52             |
| Россия (TopHit)                                | 66             |
| Сингапур (RIAS)                                | 12             |
| США (Billboard Hot 100)                        | 90             |
| Япония (Billboard Japan Hot 100)               | 27             |
| Япония (Oricon Combined Singles)               | 23             |

| Чарт (2024)                              | Высшая позиция |
| ---------------------------------------- | -------------- |
| Республика Корея (Circle Download Chart) | 97             |

## История релиза
| Регион | Дата        | Формат                 | Версия       | Лейбл        | Источник |
| ------ | ----------- | ---------------------- | ------------ | ------------ | -------- |
| США    | 10 мая 2024 | CD single              | Оригинальная | JYP Republic | [ 44 ]   |
| США    | 14 мая 2024 | Contemporary hit radio | Оригинальная | JYP Republic | [ 45 ]   |